# Józef Felicjan Bouffał
Józef Felicjan Bouffał Doroszkiewicz herbu Kościesza – mierniczy Wielkiego Księstwa Litewskiego w 1744 roku, pisarz grodzki grodzieński w latach 1749–1765.